# Île de Champinoit
L'île de Champinoit est une île belge située sur la Meuse à proximité de Lustin (Profondeville), en face de la gare du village. Elle est de petite taille (1,7 ha) et est restée assez sauvage.

## Le balnéaire sur l'île
Entre 1945 et 1954, la pointe sud de l'île fut employée comme balnéaire durant la période favorable au tourisme. Géré entre le syndicat d'initiative de Lustin à l'époque et la famille Toussaint. Vers 1950, l'acteur Albert Préjean y a tourné un film de peu de succès. La pointe nord a servi pendant une période pour le petit élevage de moutons. La famille Moureaux, Charles et son fils Philippe y venaient pêcher le brochet.

## L'île aujourd'hui
L'île est complètement délaissée. La pointe sud, souvent submergée par la Meuse, a été fort endommagée. Quelques pêcheurs ou touristes y viennent en barque.